# Sclerophrys camerunensis
Sclerophrys camerunensis – gatunek płaza bezogonowego z rodziny ropuchowatych (Bufonidae).

## Taksonomia
Gatunek ten opisał w 1936 roku Hampton Wildman Parker, nadając mu nazwę Bufo camerunensis. Jako miejsce typowe wskazał „Oban, Calabar” w Nigerii. Obecnie gatunek zalicza się do rodzaju Sclerophrys.

## Występowanie
Gatunek posiada rozległy zasięg występowania w środkowej Afryce. Zahaczając o południowo-wschodnią Nigerię nie przekracza znacznie jej granicy z Kamerunem, w przypadku którego pokrywa całą południową część kraju. Zajmuje całe wybrzeże atlantyckie, rozstając się z nim dopiero w południowym Gabonie i siłą rzeczy pokrywając całe niewielkie terytorium Gwinei Równikowej (wraz z wyspą Bioko). Granica ukośnie w kierunku południowy zachód–północny wschód przebiega od Gabonu przez północne Kongo i Demokratyczną Republikę Konga, gdzie zawraca i kieruje się na południowy wschód, następnie znowu zmienia kierunek i wraca w kierunku północnym, a następnie zachodnim. W rezultacie duży obszar należący do Demokratycznej Republiki Konga i większa część północnego Konga bez małego paska leżącego przy granicy z Republiką Środkowoafrykańską stanowią regiony zamieszkane przez Sclerophrys camerunensis. Wymienić należy jeszcze południowo-zachodni obszar Republiki Środkowoafrykańskiej, w którym północna granica zasięgu biegnie w kierunku Kamerunu. Występowanie płaza w takich państwach, jak Tanzania i Kongo, nie zostało potwierdzone.
Siedlisko tego zwierzęcia to głównie lasy, ale także wtórny busz.

## Rozmnażanie
Osobniki tego gatunku rozmnażają się w wodach stojących: w jeziorach, sadzawkach, ewentualnie w strumykach o bardzo powolnym nurcie.

## Status
Pomimo że stworzenie to jest bardzo pospolite, nie wiadomo, jakie są tendencje liczebności populacji.
Lokalnie zniszczenie i utrata środowiska naturalnego stwarzają zagrożenie dla istnienia tego przedstawiciela ropuchowatych.